# Linea BMT Lexington Avenue
La linea BMT Lexington Avenue, chiamata anche Lexington Avenue Elevated, era una linea sopraelevata, la prima a Brooklyn, gestita prima dalla Brooklyn Rapid Transit Company, poi dalla Brooklyn-Manhattan Transit Corporation e infine dal città di New York, e parte di quella rete oggi nota come metropolitana di New York.
Aperta a aprire dal 1885, venne chiusa e demolita nel 1950; una parte della linea, da Gates Avenue a Cypress Hills, è stata mantenuta ed è ora parte della linea BMT Jamaica.